# Abay Chomen
Abay Chomen est un des 180 woredas de la région Oromia, en Éthiopie. Son centre administratif est la ville de Finicha'a.

## Vue d'ensemble
L'altitude de ce woreda varie de 880 à 2 400 mètres. Les rivières de ce woreda comprennent les rivières Nedi, Finchawa, Agemsa, Korke, Gogoldas, Boyi et Bedessa. Une enquête sur les terres de ce woreda montre que 11,4 % sont arables ou cultivables, 2,2 % sont des pâturages, 1,4 % sont des forêts et les 83,8 % restants sont considérés comme montagneux, inutilisables ou font partie du projet sucrier Finicha'a. La graine de guizotia est une importante culture de rente locale.
En 2006, l'industrie dans le woreda comprend 17 moulins à grains, 10 moulins à huile, une boulangerie, et une usine de sucre à Finicha'a. Il y a 4 associations d'agriculteurs avec 3119 membres et 4 coopératives de services aux agriculteurs avec 2 287 membres. Abay Chomen possède 69,5 kilomètres de routes praticables par tous les temps, soit une densité routière moyenne de 87,8 kilomètres par 1000 kilomètres carrés. Environ 70% de la population urbaine et 12% de la population rurale ont accès à l'eau potable.